# 田畑喜八
田畑 喜八（たばた きはち）は、文政時代から続く京友禅の名跡。初代は小房屋喜八で、明治以後田畑を名乗る。

## 3代田畑喜八
1877年8月16日 - 1956年12月25日。京都市出身。2代の長男。本名は貴之助。京都府画学校中退。幸野楳嶺、竹内栖鳳に日本画を学ぶ。1895年手描き友禅染の家業を継ぐ。1955年人間国宝。古代裂の収集・研究家。1956年、脳塞栓のため死去。

### 書籍
- 『日本の伝統文様 染織』大淵武美編 三一書房 1965
- 『衣裳文様』第9-10集 光村推古書院 1969
- 『草花譜 人間国宝三代田畑喜八』日本染織美術館編 京都書院 1978
- 『草花下絵図譜 人間国宝三代田畑喜八』五代田畑喜八編 東方出版 2000

### 参考
- デジタル版日本人名大辞典
- 『日本美術年鑑』所載物故記事 1956年／昭和31年 - 東京文化財研究所

## 4代田畑喜八
1908年9月1日 - 1983年12月27日。京都市中京区出身。3代の子。本名は起壱郎。京都市立絵画専門学校卒。西山翠嶂に日本画を学ぶ。第二次世界大戦中に商工省から「京染技術保存有資格者」の認定を受ける。1946年に父から家督を継承。日本工芸会の設立発起人、日本染織作家協会の設立発起人代表を務めた。1983年、腎不全のため死去。

### 編著
- 『小袖』山辺知行、北村哲郎共編 三一書房 1963
- 『光琳風雛形』編 京都書院 1964
- 『色と文様 日本染織美術館 能装束編』全10集 光村推古書院 1967
- 『衣裳文様』第1-8集 編　光村推古書院 1968
- 『色と文様 辻が花編』第1-10集 編 光村推古書院 1969-1970
- 『色と文様 桃山・慶長編』第1-10集 編 光村推古書院 1969-1970
- 『色と文様 江戸 上巻』第1-10集 編 光村推古書院 1970-1971
- 『色と文様 江戸 下巻』第1-10集 編 光村推古書院 1973-1974

### 参考
- 『日本美術年鑑』所載物故記事 1983年／昭和58年 - 東京文化財研究所

## 5代田畑喜八
1935年11月12日、4代の子として京都市に生まれる。本名は禎彦。早稲田大学第一文学部美術専修卒業、京都市立美術大学日本画科修了。1985年ジェノヴァで日本染織作品展開催。1987年京都彩芸美術共同組合理事長・日本手描染織連合会会長。1995年、5代目を襲名。2006年、旭日双光章受章。

### 参考
- 凄腕職人街 五代・田畑喜八
- 千切屋株式会社 アーティストコレクション
- 五代 田畑喜八 ～お召しになる人が「華主」さらに麗しく輝いて～｜銀座もとじ
- 『読売年鑑 2016年版』（読売新聞東京本社、2016年）p.484